# Portillo (Valladolid)
Portillo ist eine nordspanische Kleinstadt und eine Gemeinde (municipio) mit 2.368 Einwohnern (Stand: 2024) in der Provinz Valladolid in der autonomen Region Kastilien-León.

## Geografie
Portillo liegt im Süden der Provinz Valladolid etwa 25 Kilometer südsüdöstlich vom Stadtzentrum von Valladolid an nahe der Segovia in einer Höhe von ca. 760 m. Durch die Gemeinde führt die Autovía A-601. 

## Bevölkerungsentwicklung
| 2192 | 2404 | 2782 | 2517 | 2552 | 2487 | 2556 | 2383 |

## Sehenswürdigkeiten
- Burg von Portillo
- Ortsbefestigung mit Torbögen
- Johanniskirche
- Johannes-der-Täufer-Kirche
- Stefanskirche
- Marienkirche
- Christuskapelle

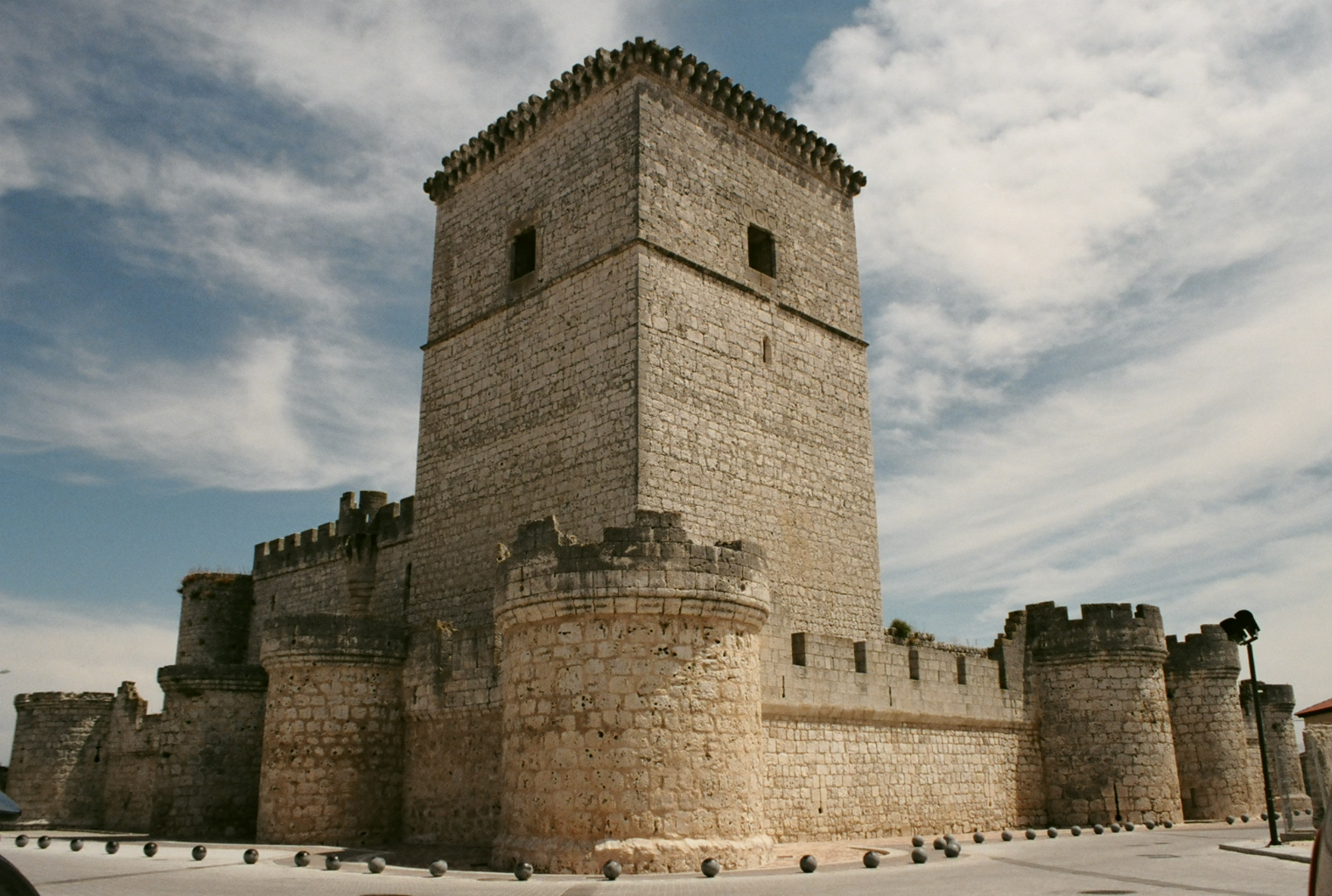
Burg Portillo
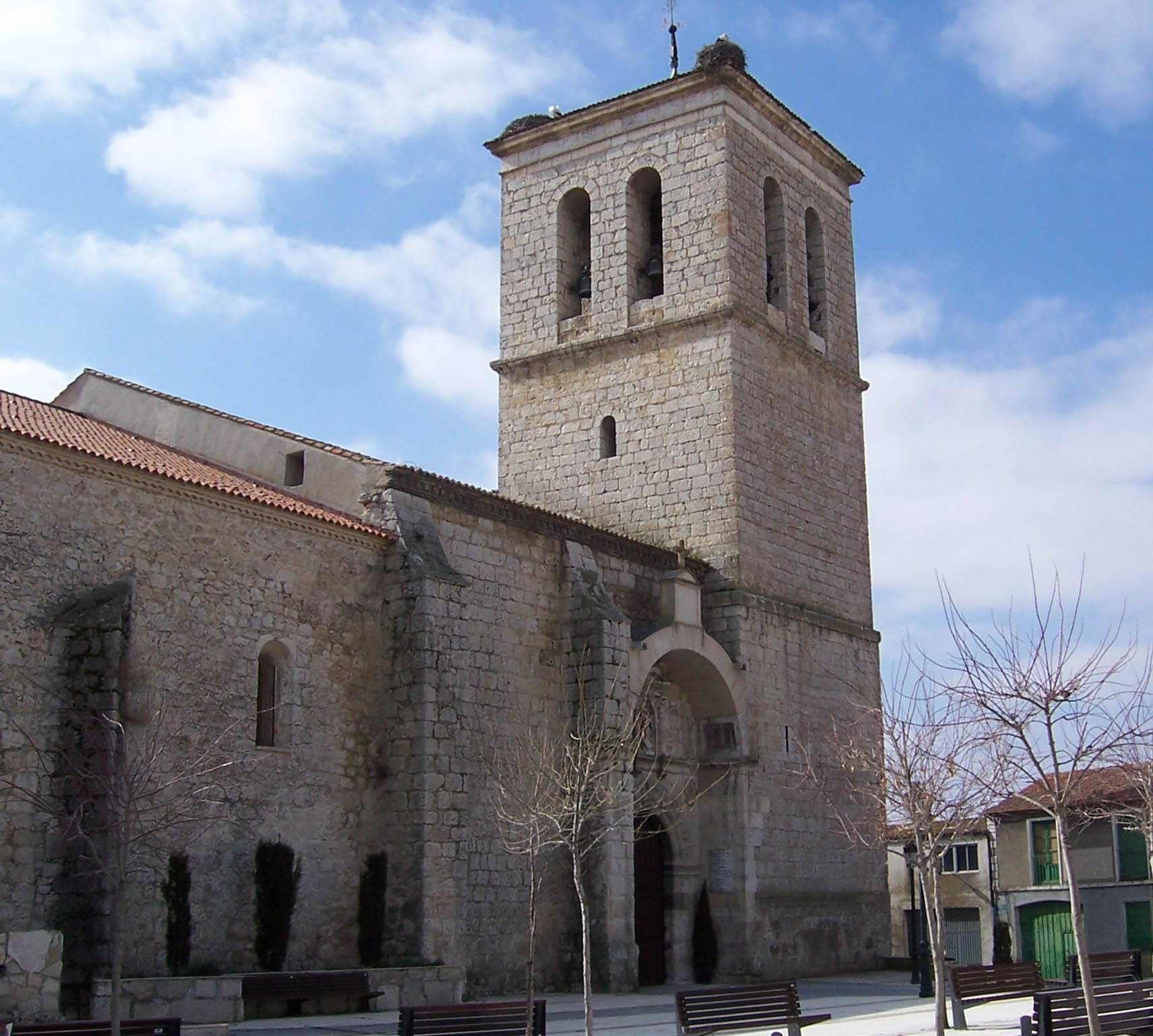
Johanniskirche
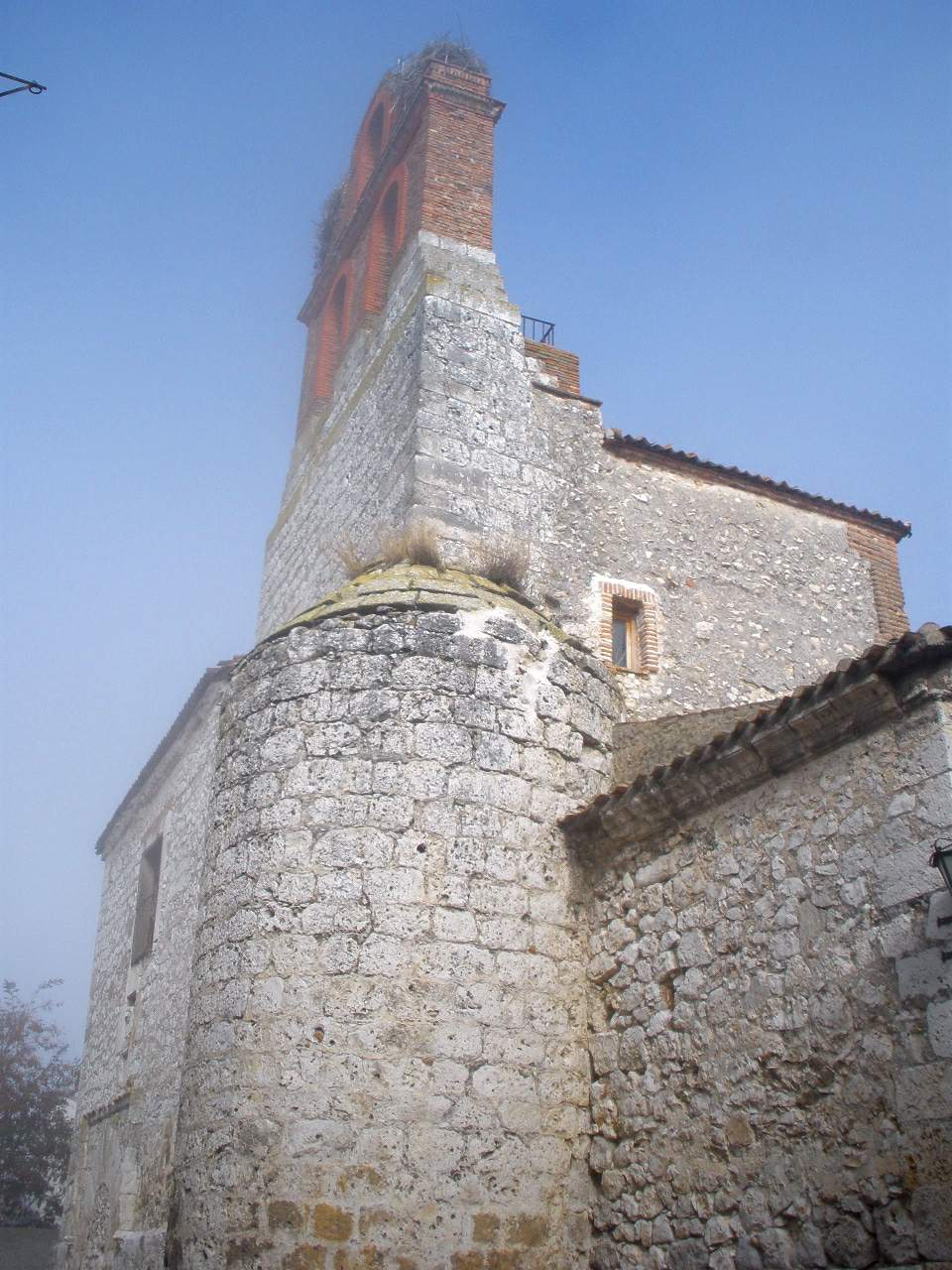
Johannes-der-Täufer-Kirche
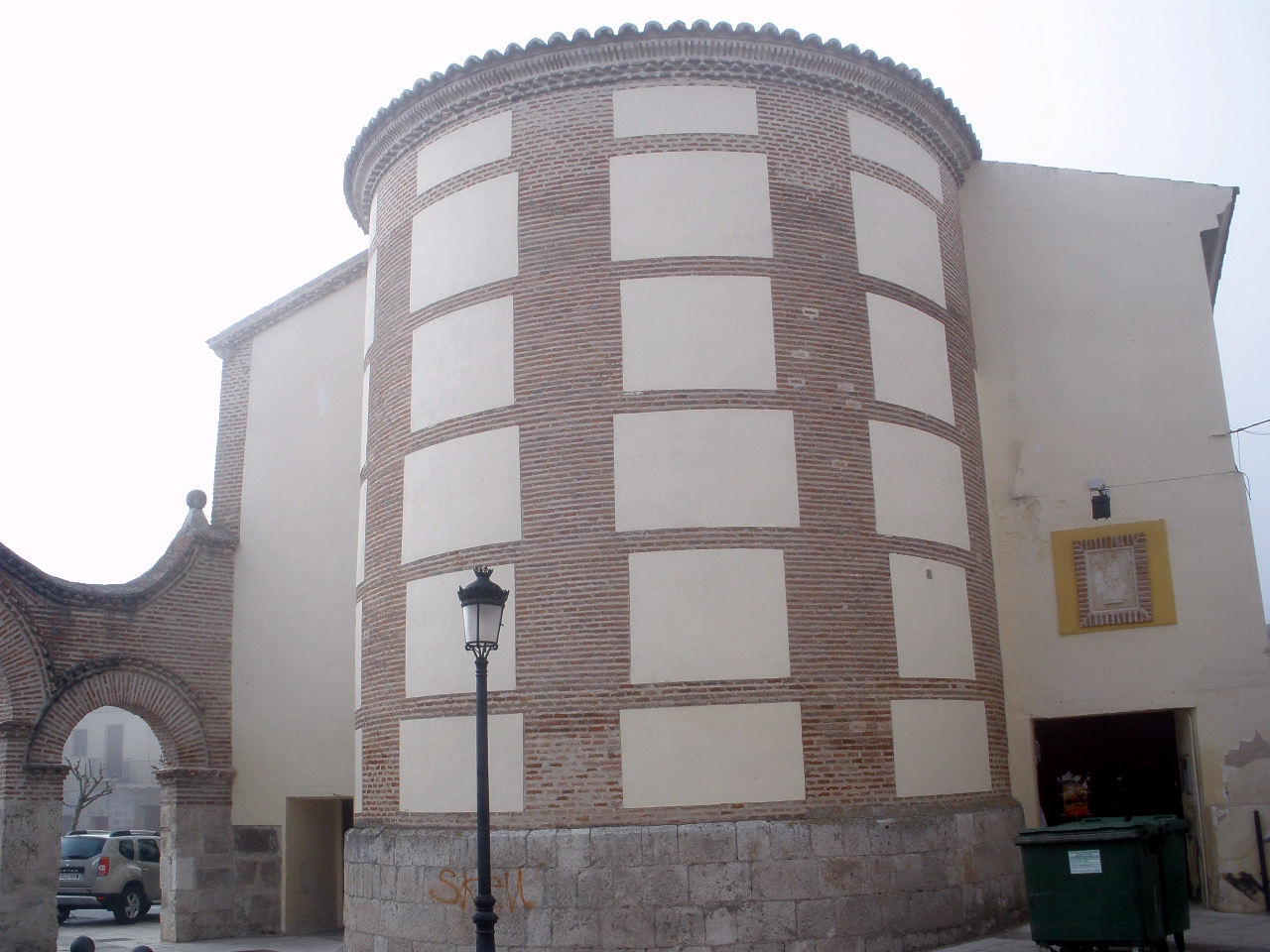
Stefanskirche
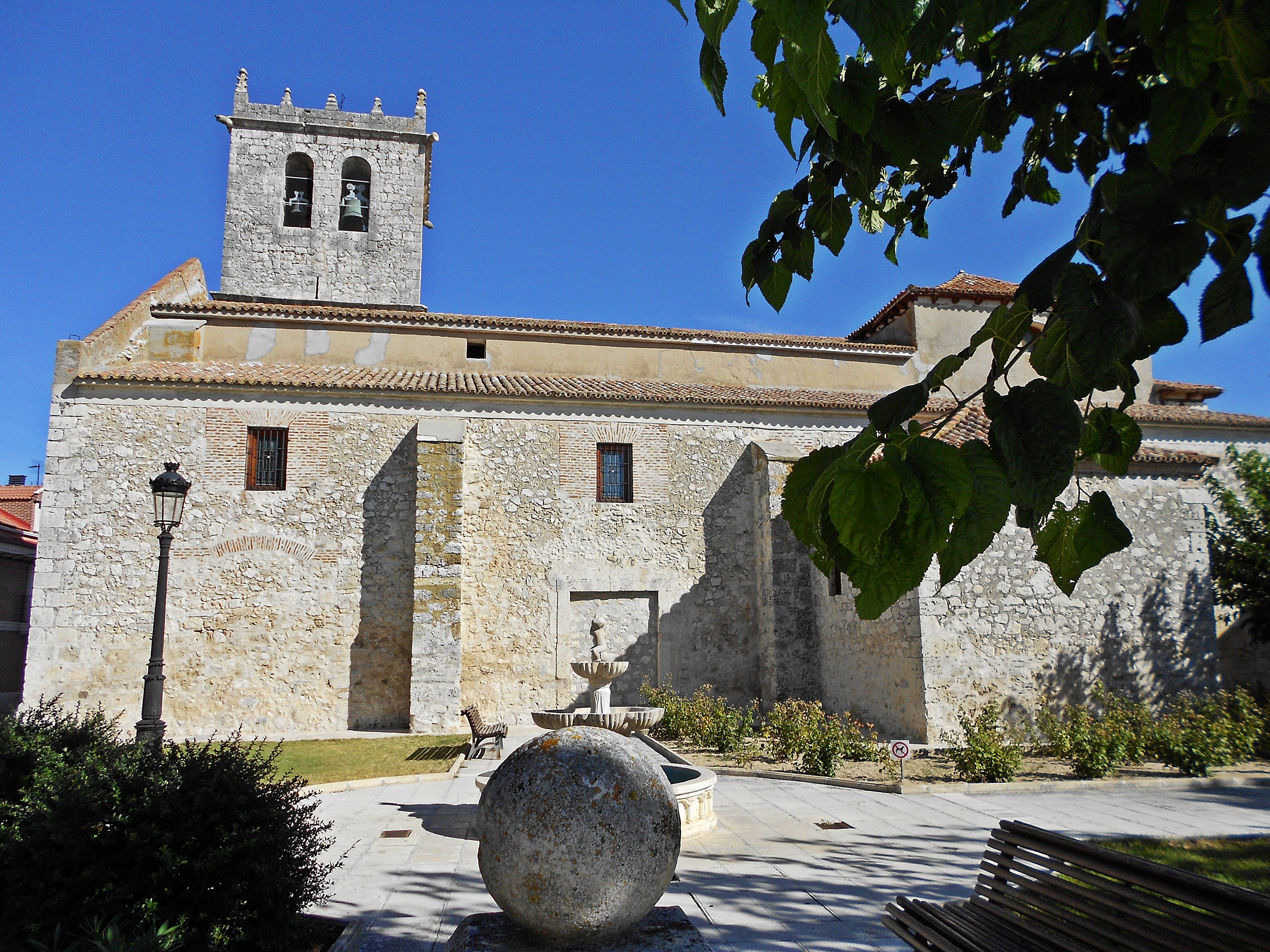
Marienkirche
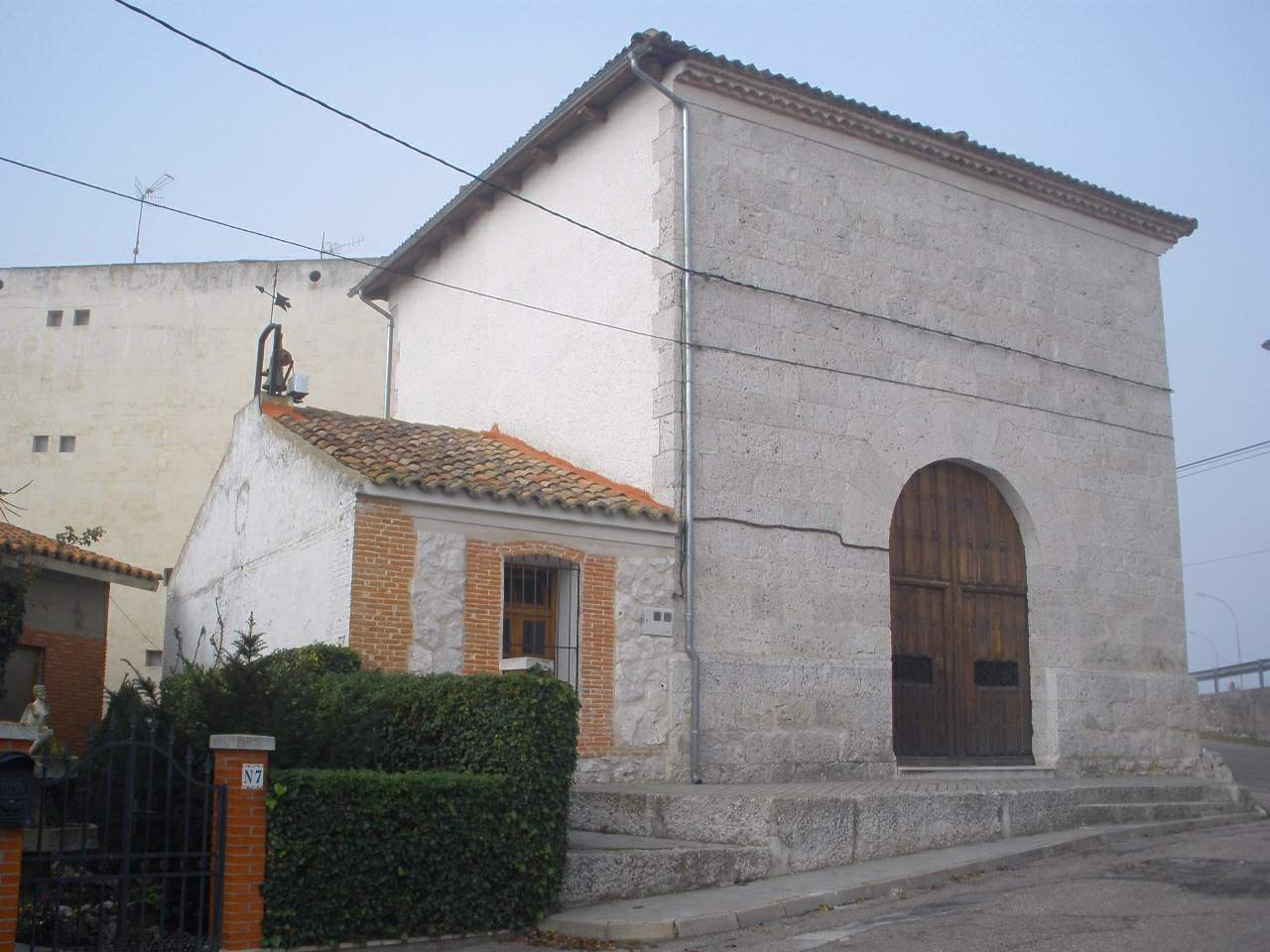
Christuskapelle

## Persönlichkeiten
- Pío del Río Hortega (1882–1945), Mediziner und Anatom